# Eddie Colman
Pour les articles homonymes, voir Colman.
Edward « Eddie » Colman, né le 1er novembre 1936 mort le 6 février 1958, était un joueur de football anglais et est l'un des huit joueurs de Manchester United à avoir perdu la vie dans la catastrophe aérienne de Munich.

## Biographie
Colman naît à Salford dans le Lancashire et rejoint l'équipe de junior de Manchester United à sa sortie de l'école à l'été 1952. Il devient titulaire durant la saison 1955-1956. Au cours de ses deux ans et demi, il fait 108 apparitions pour le club et marque deux fois.
Âgés de 21 ans et 3 mois, il est le plus jeune à mourir dans la catastrophe aérienne de Munich. Un bâtiment de l'Université de Salford est nommé d'après lui.

## Palmarès
- Vainqueur du Championnat d'Angleterre de football en 1956 et 1957.
- Vainqueur du Charity Shield en 1956 et 1957.